# El prado (película de 1990)
El prado (The Field) es una película dramática irlandesa de 1990 dirigida por Jim Sheridan y protagonizada por Richard Harris, John Hurt, Sean Bean, Brenda Fricker y Tom Berenger. Está basada en la obra de teatro homónima estrenada en 1965 del dramaturgo John B. Keane, e inspirada en hechos reales ocurridos en 1959. 
Richard Harris fue candidato a los premios Oscar y Globo de Oro de 1990 en la categoría de mejor actor, y John Hurt al premio BAFTA al mejor actor de reparto.

## Argumento
La familia McCabe ha sido arrendataria de un campo en Irlanda durante generaciones, y han sacrificado sus vidas por mantenerla. Sin embargo, la propietaria, una joven viuda (Frances Tomelty), decide un día venderla en subasta pública, cansada del acoso de Tadgh McCabe (Sean Bean). Bull McCabe (Richard Harris), el padre de Tadgh, desea seguir con la tradición familiar y se opone a ello, intimidando al resto de los vecinos para que no participen en la puja. Un adinerado estadounidense de origen irlandés (Tom Berenger) aparece con intenciones de comprar la propiedad. McCabe y su hijo Tadgh deciden intimidarlo también, pero las cosas se desarrollan en forma trágica. En el trasfondo aparece también Bird O'Donnell (John Hurt), un alcohólico que parece saber todos los secretos de la comunidad.
- Datos: Q3769339